# Теобальд Оркасевич
Теобальд Оркасевич (пол. Teobald Orkasiewicz; 1 липня 1878, Львів — 15 травня 1933, там само) — львівський скульптор. Автор переважно монументально-декоративних робіт у Львові.

## Біографія
Народився 1 липня 1878 року у Львові. У 1893—1895 роках навчався у Львівській промисловій школі. Ще під час навчання брав участь у Різдвяній виставці ескізів. По закінченню навчання завдяки допомозі Антона Попеля був прийнятий до майстерні Леонарда Марконі.
У 1901—1903 роках разом з Михайлом Паращуком асистував Антону Попелю на завершальній стадії створення пам'ятника Міцкевичу. 1905 року відкрив власну майстерню на вулиці На Блонє, 12 (нинішня вулиця Залізнична), а згодом в будинку В. Посельта на Польній, 49 (нині — вулиця Героїв УПА). Протягом 1913—1927 роках мешкав на вулиці Гловацького, 26 (нинішня вул. Головацького) та працював у власній майстерні на вулиці Городоцькій, 143. Займався переважно монументально-декоративною скульптурою, оздоблюючи львівські будинки.
Помер 15 травня 1933 року та похований на 31 полі Янівського цвинтаря у Львові.
Роботи
- 1902—1903 рр. — сецесійне стикове оздоблення інтер'єрів львівського залізничного вокзалу[1].
- 1904—1906 рр. — фігуративний та орнаментальний декор житлових будинків у стилі сецесії на нинішніх вулицях Ірини Калинець, 4, Руставелі, 18, 20, 22, вул. Архітекторській, 3, 5, 7, Саксаганського, 1, Богомольця, 4, 6, Грицька Чубая, 1—4, Богуна, 5, 7.
- 1905 р. — барельєф з фігурою Богородиці на аттику кам'яниці Яна Бромільського на нинішній вулиці Генерала Чупринки, 48[1].
- 1905—1906 рр. — фігура Матері Божої на гробівці кармеліток босих на Янівському цвинтарі.
- 1906 р. — ліпний декор будинку на вул. Глібова, 2[3].
- 1906 р. — фігура Матері Божої на квітнику перед фабрикою ковбас Людвіка Кучинського на вул. Дзялинських, 7 (нинішня вулиця Тобілевича)[4].
- 1909—1910 рр. — кам'яна статуя Розп'ятого Христа на фасаді греко-католицької церкви Преображення Господнього в Ярославі (Польща)[1].
- 1910—1914 рр. — надгробок родини Терлецьких на Личаківському цвинтарі (поле № 56)[5].
- 1912—1913 рр. — скульптурне оздоблення будинку Шимона Малохлєба на вулиці Вулиця Алли Горської, 5 у Львові[6][7].
- 1914 р. — кам'яна горельєфна композиція «Шлях у вічність» на родинному гробівці Дзенцеловських та Оркасевичів на Янівському цвинтарі[5].
- 1915—1917 рр. — плакети «Повернення Львова», «Портрет Тадеуша Рутовського», «Портрет австрійського цісаря Карла I»[5].
- 1925—1926 рр. — декоративний орнаментальний фриз у стилістиці пізньої сецесії на цоколі надгробка польського правника, політика Владислава-Леона Ґжендзельського на Личаківському цвинтарі[5].

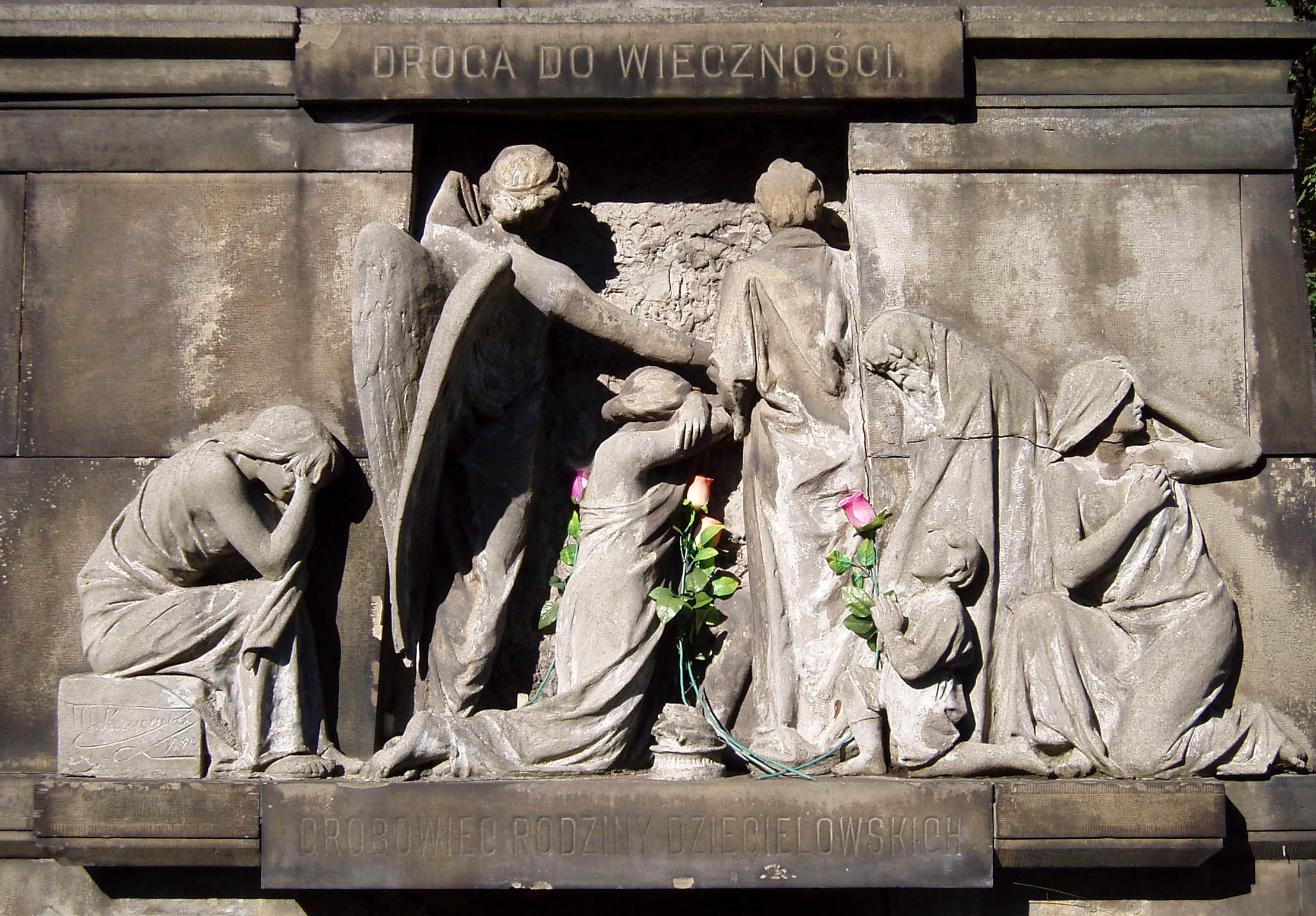
«Дорога до вічності» на гробівці Дзенцеловських та Оркасевичів, Янівський цвинтар
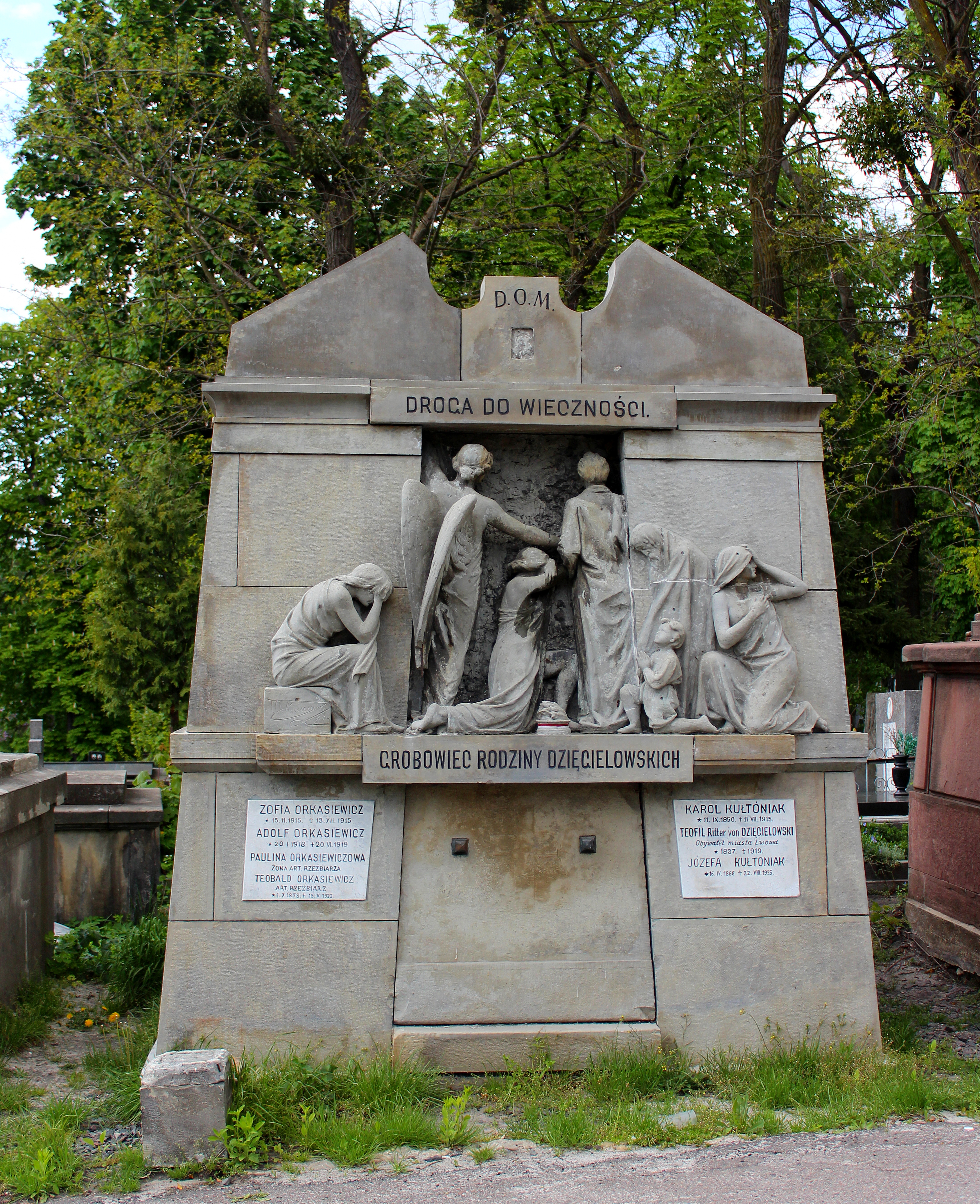
Гробівець родин Дзенцеловських та Оркасевичів, Янівський цвинтар
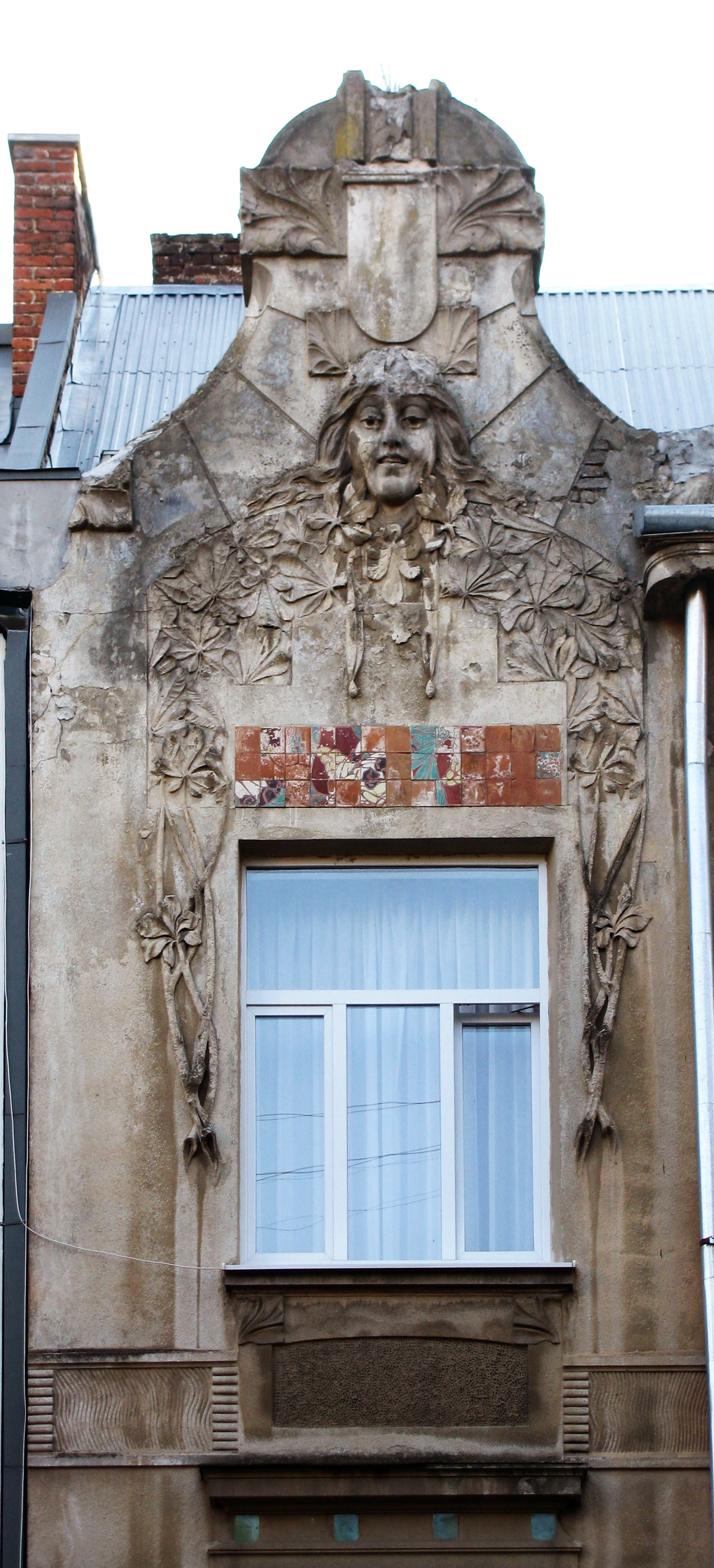
Декор кам'яниці (вул. Богомольця, 4)
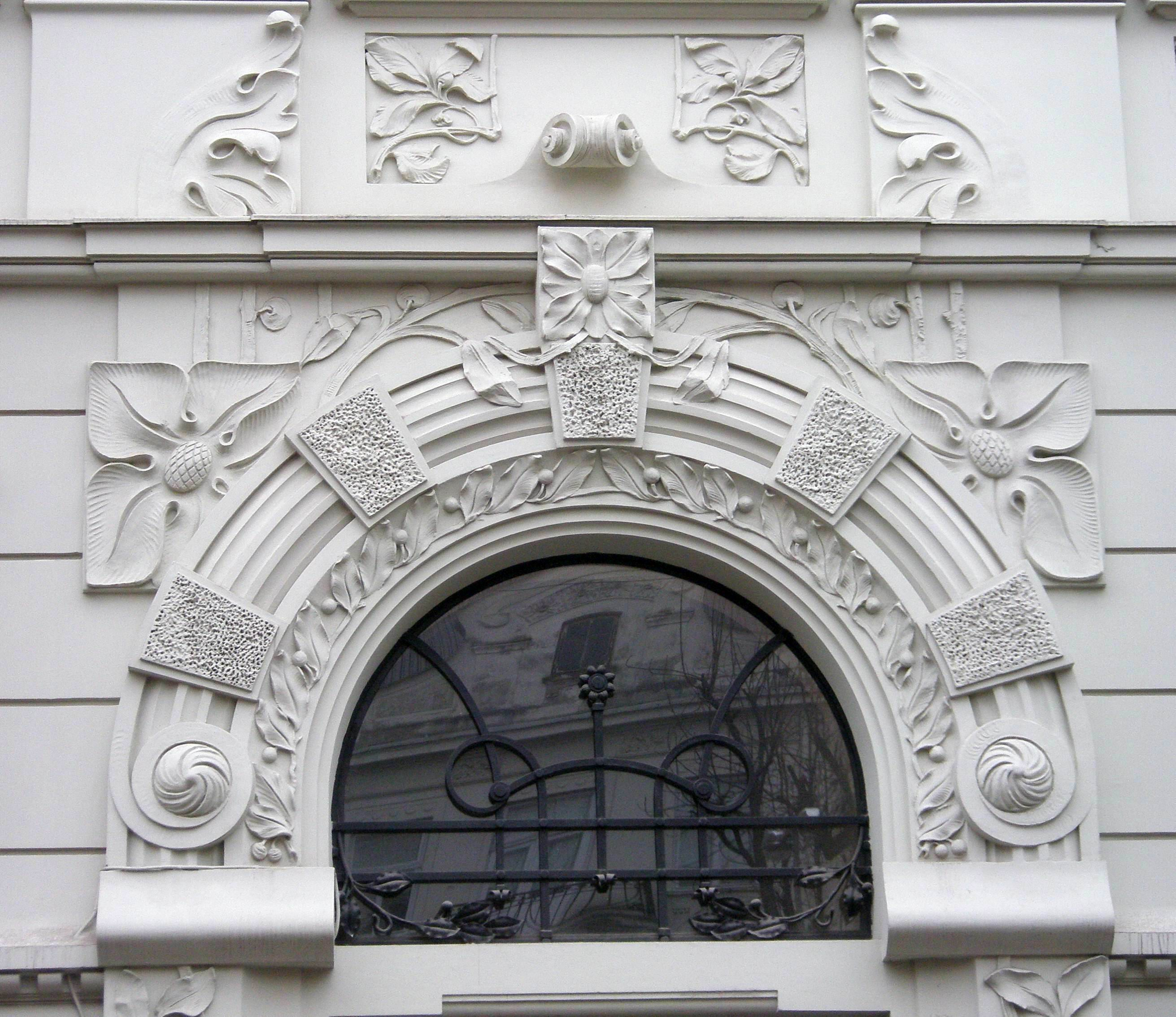
Декор кам'яниці (вул. Богомольця, 6)
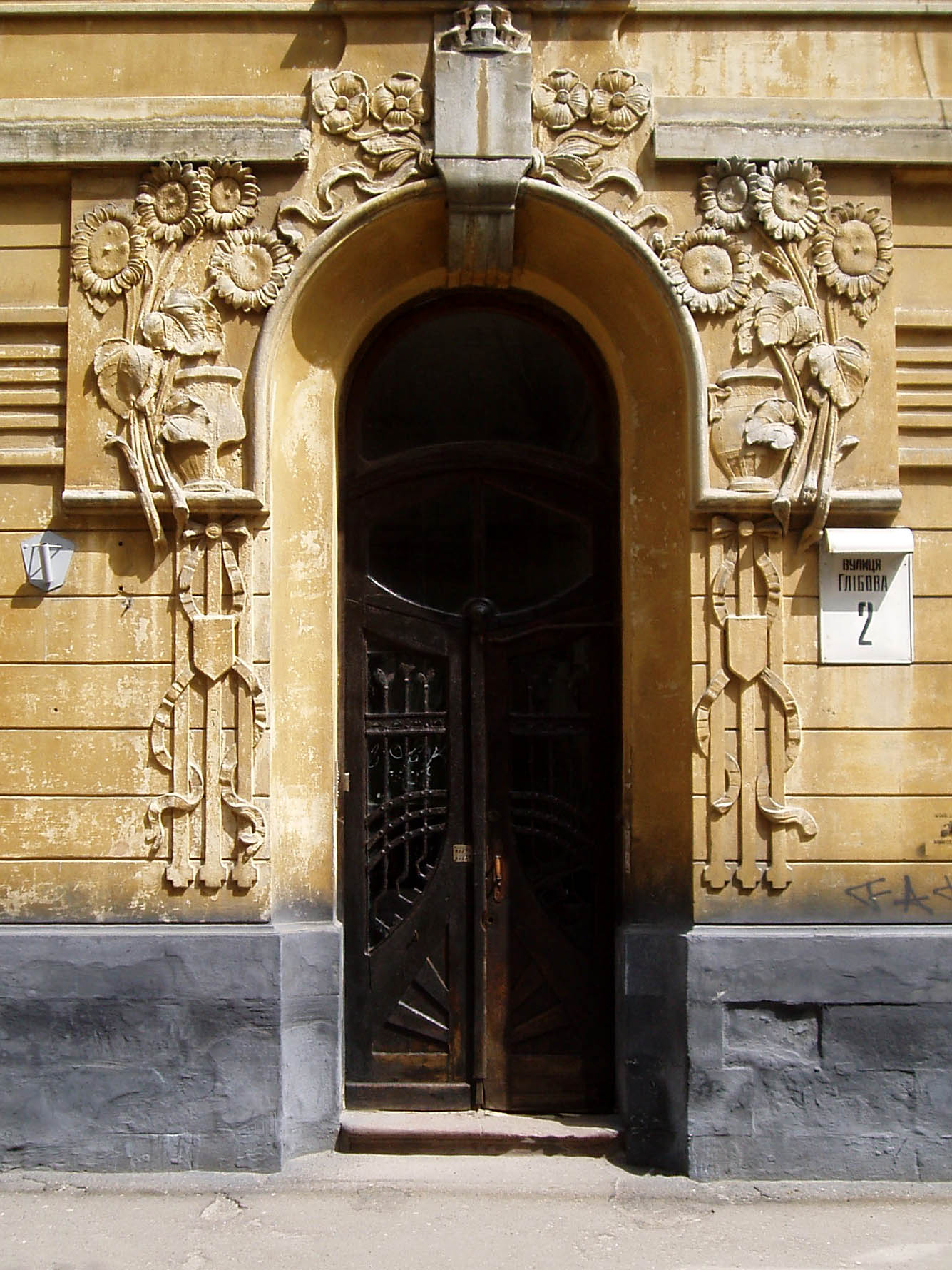
Декор кам'яниці (вул. Глібова, 2)